# Klaus-Dieter von der Weiden

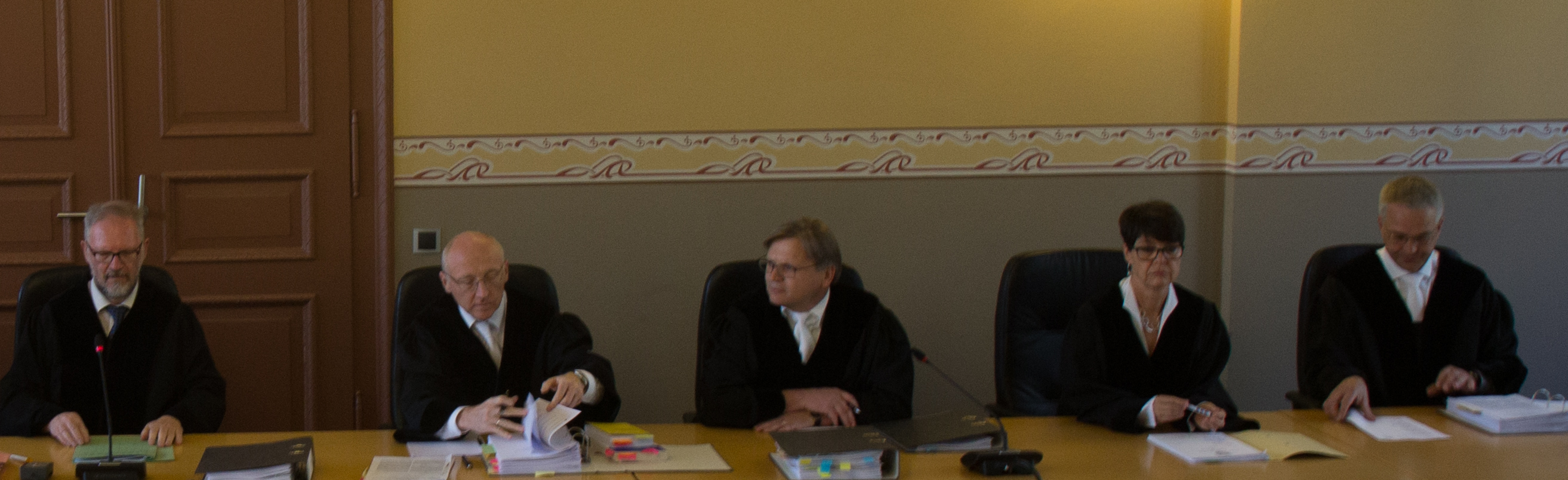
Klaus-Dieter von der Weiden in der Mitte, links daneben Manfred Baldus, links daneben Manfred Aschke, ganz rechts Christoph Ohler

Klaus-Dieter von der Weiden (teilweise nur Klaus von der Weiden; * 19. Dezember 1962 in Bad Kreuznach) ist ein deutscher Jurist und Richter am Bundesverwaltungsgericht. Seit 2022 ist er zudem Präsident des Thüringer Verfassungsgerichtshofes.

## Leben
Klaus-Dieter von der Weiden stammt aus Bad Kreuznach und studierte in Mainz. Er begann seine richterliche Karriere nach der Beendigung seiner juristischen Ausbildung 1990 am Verwaltungsgericht Koblenz. 1991 promovierte er an der Universität Mainz und erlangte den Titel eines Doktors der Rechte. Als wissenschaftlicher Mitarbeiter war er von Mai 1993 bis April 1995 an das Bundesverwaltungsgericht abgeordnet. 1997 wurde er Richter am Thüringer Oberverwaltungsgericht in Weimar. Er wurde schließlich nach einer Abordnung in das Justizministerium Thüringens im Frühjahr 2002 nach dort versetzt, wobei er gleichzeitig zum Leitenden Ministerialrat ernannt wurde. 2006 wurde er zum Ministerialdirigenten befördert und war bis 2011 in der Staatskanzlei des Freistaates Thüringen beschäftigt. Am 16. August 2011 trat er den Dienst im Bundesverwaltungsgericht an und wurde dem 2. Revisionssenat zugewiesen, der sich mit öffentlichem Dienstrecht befasst.
Seit 2015 ist er zudem Mitglied des Thüringer Verfassungsgerichtshofs. Nachdem der Präsident des Verfassungsgerichtshofs Manfred Aschke mit Erreichen der Altersgrenze im März 2018 aus dem Amt geschieden war, vertrat von der Weiden das Amt, bis im Juni 2018 Stefan Kaufmann die Nachfolge antrat. Nach dessen Ausscheiden nach dem Erreichen der Altersgrenze übernahm er als Vizepräsident erneut die Amtsgeschäfte und wurde am 5. Mai 2022 mit 79 von 85 Stimmen vom Thüringer Landtag zum amtierenden Präsidenten gewählt.
Er ist ein Prüfer in der Zweiten Juristischen Staatsprüfung in Thüringen.
Klaus-Dieter von der Weiden ist verheiratet und hat drei Kinder. Die Familie wohnt in Bad Berka.